# Nitori Kawashiro
Nitori Kawashiro (河城 にとり, Kawashiro Nitori) é uma personagem fictícia da série de jogos Touhou Project.
Chefe do terceiro estágio do Mountain of Faith e parceira de Marisa em Subterranean Animism, Nitori é uma kappa engenheira com grande interesse nos seres humanos, que, diferente do que a história de Gensokyo diz, por algum motivo acredita que os kappa e os humanos eram antigos companheiros. Tem como habilidade especial o controle da água. 
De acordo com o universo da série, os kappa de Gensokyo têm uma tecnologia bastante avançada, o que pode ser notado nos diversos apetrechos (como camuflagem óptica) usados por Nitori. Como engenheira, ela gosta de desmontar coisas e remontá-las novamente; por este motivo suas roupas são cheias de ferramentas para esta finalidade.